# Ove Kindvall
Pour les articles homonymes, voir Kindvall.
Bengt Ove Kindvall, né le 16 mai 1943 à Norrköping et mort le 5 août 2025, est un footballeur international suédois entre 1965 et 1974.
Cet attaquant efficace remporte dans sa carrière plusieurs titres de meilleur buteur, en championnat de Suède et des Pays-Bas, ainsi que lors de la coupe des clubs champions européens 1969-1970, qu'il remporte avec le Feyenoord Rotterdam. Il est le père du footballeur Niclas Kindvall.

## Biographie
Ove Kindvall commence sa carrière à l'IFK Norrköping en 1961, avec lequel il termine meilleur buteur du championnat de Suède lors de la saison 1966, avec 20 buts. Il remporte cette année-là le Guldbollen qui récompense le meilleur joueur suédois de l'année. À l'intersaison, le Feyenoord Rotterdam l'attire dans ses rangs et Kindvall devient un joueur professionnel.
Avec Feyenoord, il remporte à deux reprises le championnat national, en 1969 et 1971, ainsi que la coupe des clubs champions européens en 1970, au cours de laquelle il marque le but de la victoire en finale lors de la prolongation. Il marque également en Argentine lors du match aller de la Coupe intercontinentale 1970, remportée par les Néerlandais devant Estudiantes de La Plata. Pendant ses cinq saisons avec le club néerlandais, il marque 129 buts en 144 matchs de championnat, avec à la clé trois titres de meilleur buteur (en 1968, 1969 et 1971).
En 1972, à 28 ans, il retourne pour des raisons familiales en Suède, dont il retrouve le championnat amateur. Il joue trois ans pour l'IFK Norrköping, son club formateur, avant de rejoindre l'IFK Göteborg pour des raisons professionnelles, où il continue de jouer jusqu'en 1977.
Sélectionné dès 1965 en équipe de Suède, Ove Kindvall participe à deux Coupes du monde (en 1970 au Mexique puis en 1974 en Allemagne), dont il contribue activement aux qualifications. Au total, il est sélectionné à 43 reprises en équipe de Suède entre 1965 et 1974 et marque 16 buts.

## Parcours
- 1962-1966 : IFK Norrköping ( Suède)
- 1966-1971 : Feyenoord Rotterdam ( Pays-Bas)
- 1971-1974 : IFK Norrköping ( Suède)
- 1975-1977 : IFK Göteborg ( Suède)

## Palmarès

### Avec l'équipe de Suède
- 43 sélections et 16 buts entre 1965 et 1974

### AvecFeyenoord Rotterdam
- Vainqueur de la Coupe d'Europe des clubs champions en 1970
- Vainqueur de la Coupe intercontinentale en 1970
- Champion des Pays-Bas en 1969 et 1971